# Wonderfeel
Wonderfeel is een Nederlands openluchtfestival met klassieke muziek. Het driedaags festival vindt sinds 2015 jaarlijks plaats, voorheen op de locatie Schaep en Burgh in 's-Graveland, vanaf 2025 op Landgoed Groeneveld, bij Kasteel Groeneveld.

## Programma
Er wordt gebruik gemaakt van 6 à 7 podia die op korte loopafstand van elkaar liggen. Er vinden meer dan 80 optredens plaats, zoals uitvoeringen van barokmuziek, bekende klassieke composities en nieuwe composities met lijnen naar jazz-, pop en niet-westerse muziek. Het festival trekt rond 9000 bezoekers, met optredens van zo'n 400 topmusici en er vinden meer dan 100 optredens plaats verdeeld over drie dagen. Buiten de muzikale optredens presenteert Wonderfeel kunstdisciplines die aansluiten bij of in het verlengde liggen van (klassieke) muziek, zoals dans, muziektheater, poëzie, literatuur en muziekdocumentaires. Ook vinden er natuurwandelingen, yoga en diverse kinderactiviteiten plaats.

## Organisatie
De organisatie berust bij de Stichting Wonderfeel. Voorzitter van deze organisatie is sedert de oprichting in 2015 Mei Li Vos. Bedenker van het festival is Georges Mutsaers. Floris Kortie is een van de programmeurs.
De financiële afwikkeling berust bij gemeente Hilversum. De kosten bedroegen in 2023 rond de 1.230.000 euro en de baten zouden dekkend zijn.
Sinds 1 januari 2017 is de stichting in het bezit van een culturele ANBI-status.

## Optredende musici
Voorbeelden van musici en gezelschappen die op Wonderfeel hebben opgetreden:
- Amira Medunjanin
- Calefax & Eric Vloeimans
- Cappella Amsterdam
- Catrin Finch & Aoife Ní Bhriain
- Fuse
- Isabelle van Keulen & Hannes Minnaar
- Julien Libeer
- Maya Fridman
- Nederlands Blazers Ensemble & Aynur
- Nederlands Kamerkoor
- Reinbert de Leeuw & Asko❘Schönberg
- Remy van Kesteren
- Thomas Beijer, Laetitia Gerards & Noa Wildschut